# Archives départementales de la Guadeloupe
Les archives départementales de la Guadeloupe sont un service du conseil départemental de la Guadeloupe chargé d'assurer la collecte, le traitement, la conservation et la valorisation du patrimoine archivistique du département.

## Historique

### Création
En 1776 un dépôt centralisateur est créé pour recevoir en France un exemplaire des documents les plus importants produits dans les colonies. En août 1925, un conservateur d'un Dépôt des papiers publics est établi à Basse-Terre ainsi qu'un contrôleur des archives coloniales, suivi en mars 1926 d'une personne pour assurer l'entretien nommé Eva Bajazet et, en décembre 1936 d'un relieur nommé Gaston Foudin.
Les archives départementales de la Guadeloupe sont créées en 1951 par arrêté préfectoral daté du 23 août. Cette création fait suite à la Loi de départementalisation de 1946 et au classement de la Guadeloupe comme département français.
Le premier à y exercer les fonctions d'archiviste départemental est Victor Glaude (1908-1958), nommé le 24 août 1951.
En 1954, le service des archives compte 623 m linéaires. En 1955, un incendie détruit une partie des archives. Le service occupe une partie de la Caserne d'Orléans mais le casernement devenant trop étroit, en 1986, un immeuble est conçu dans le quartier de Bisdary, près de Basse-Terre, sur une ancienne parcelle de terrain appartenant autrefois aux Jésuites.

### Bâtiment
Le bâtiment actuel a été construit en 1986 sur un terrain de la commune de Gourbeyre selon un projet des architectes Pancrassin, Pétrelluzzi et Piecq. Il est ensuite complété par une extension en 2015 sur les plans des architectes Émile Romney et Marc Jalet.

### Directeurs
| Période        | Période        | Identité          | Fonction précédente                                           | Observation                                                             |
| -------------- | -------------- | ----------------- | ------------------------------------------------------------- | ----------------------------------------------------------------------- |
| 1951           | ...            | Victor Glaude     | Rédacteur à la préfecture                                     | -                                                                       |
| 1960           | janvier 1964   | Maurice Nicolas   |                                                               | -                                                                       |
| mars 1964      | juillet 1994   | Jean-Paul Hervieu | Assistant archiviste aux Archives départementales de la Seine | Nommé directeur des Archives départementales de la Manche               |
| septembre 1994 | 2001           | Ghislaine Bouchet | Archiviste aux Archives départementales de l'Isère            | Conservatrice aux Archives départementales de l'Hérault                 |
| janvier 2002   | décembre 2007  | Hélène Servant    | Conservatrice aux Archives départementales du Puy-de-Dôme     | Nommée responsable de la collecte à la Direction des archives de France |
| août 2008      | 2016           | Anne Lebel        | Directrice des Archives départementales de Mayotte            | Nommée directrice des Archives nationales du monde du travail           |
| 2016           | septembre 2024 | Benoît Jullien    | Directeur des Archives départementales de la Vienne           | Retraite                                                                |
| octobre 2024   | En cours       | Charly Jollivet   | Directeur des Archives départementales de Mayotte             |                                                                         |

## Pour approfondir